# Penhasco (canção)
"Penhasco" (estilizada como "penhasco.") é uma canção da cantora brasileira Luísa Sonza, gravada para seu segundo álbum de estúdio Doce 22 (2021). Como a décima primeira faixa do álbum, foi escrita por Sonza, Douglas Moda, DAY, Carol Biazin e André Jordão, com a produção sendo realizada por Douglas Moda e We4 Music. Em 2023, uma continuação com a cantora Demi Lovato foi lançada para seu terceiro álbum Escândalo Intímo (2023).

## Antecedentes e desenvolvimento

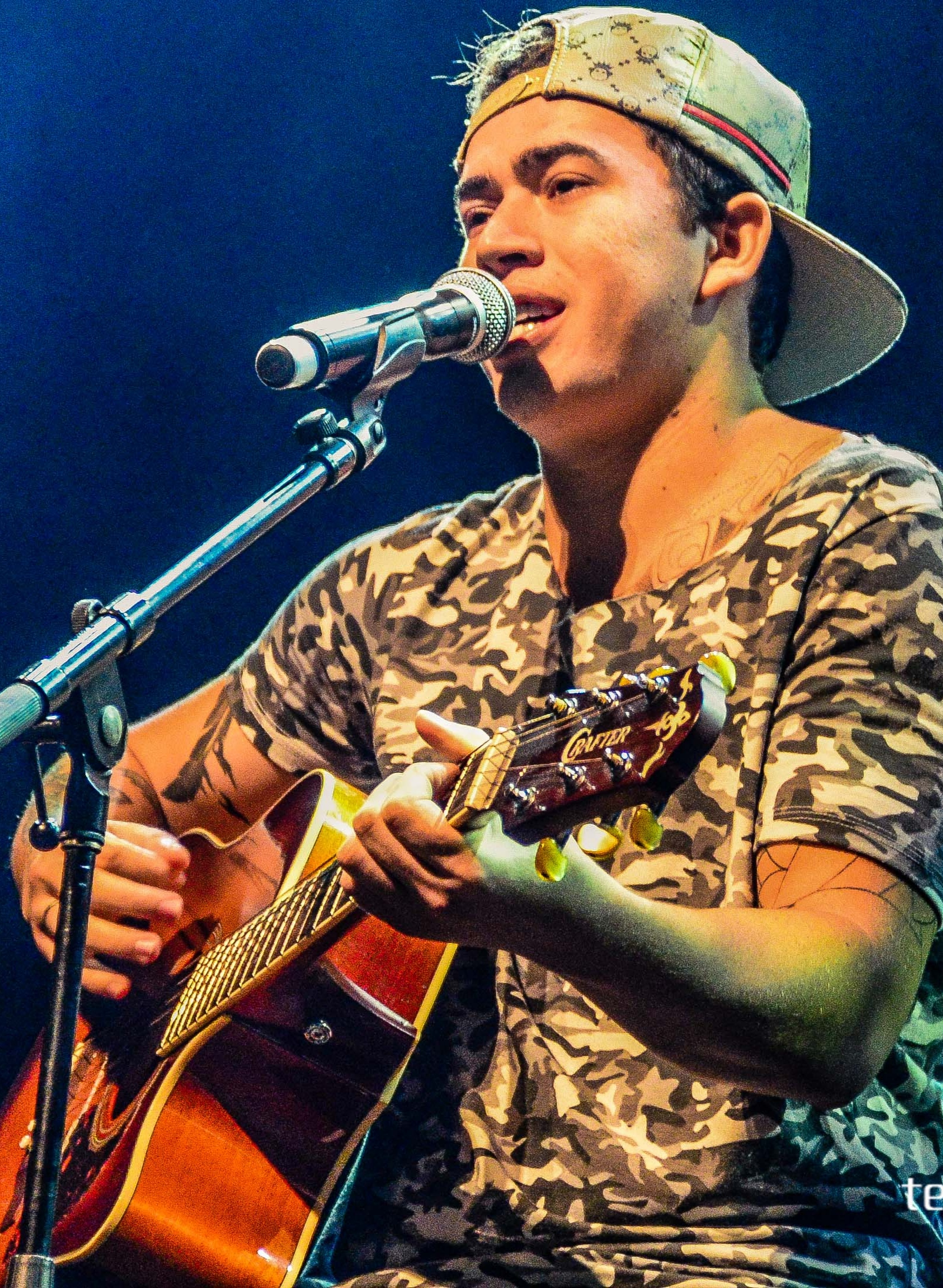
"Penhasco" foi escrita sobre a separação de Sonza com o humorista Whindersson Nunes.

Luísa Sonza e Whindersson Nunes se casaram em fevereiro de 2018. Em abril de 2020, Sonza e Nunes anunciaram separação. Inspirada em sua separação com Nunes, "Penhasco" foi escrita por Sonza, Douglas Moda, Day, Carol Biazin e André Jordão. Sonza afirmou que a canção foi a mais difícil de escrever, afirmando: "É a mais difícil que eu já escrevi. Me sinto orgulhosa por ter conseguido transformar essa fase tão difícil da minha vida em música".

## Lançamento e promoção
"Penhasco" foi lançada através da Universal Music em 18 de julho de 2021, como a décima primeira faixa do segundo álbum de estúdio de Sonza, Doce 22. Uma versão acústica da canção foi lançada em 28 de setembro de 2021.
Como parte da divulgação um lyric video foi lançado no dia 28 de julho de 2021. O vídeo foi inspirado em uma clássica entrevista da escritora Clarice Lispector ao programa Panorama, da TV Cultura em 1977.

## Faixas e formatos
| Download digital / streaming |            |         |  |
| N.º                          | Título     | Duração |  |
| 1.                           | "Penhasco" | 3:06    |  |

| Dowload digital / streaming (Versão acústica) |                       |         |  |
| N.º                                           | Título                | Duração |  |
| 1.                                            | "Penhasco" (Acústico) | 3:33    |  |

## Desempenho comercial

### Tabelas semanais
| Tabela musical (2021)   | Melhor posição |
| ----------------------- | -------------- |
| Brasil (Top 100 Brasil) | 29             |
| Brasil (Pop Nacional)   | 1              |
| Portugal (AFP)          | 58             |

## Histórico de lançamento
| Região | Data                   | Formato(s)                 | Versão   | Gravadora | Ref.  |
| ------ | ---------------------- | -------------------------- | -------- | --------- | ----- |
| Mundo  | 28 de setembro de 2021 | Download digital streaming | Acústica | Universal | [ 6 ] |